# Garden Party (rose)
'Garden Party' est un cultivar de rosier hybride de thé obtenu en 1959 par le rosiériste américain Herbert Swim. Son nom évoque une garden-party. Il est issu du croisement 'Madame Antoine Meilland' x 'Charlotte Armstrong'.

## Description
Ce rosier est remarquable par ses boutons blancs bordés de rose en forme d'urne qui donnent naissance à de grandes roses doubles de couleur ivoire (25-28 pétales de pourtour formant une coupe) aux légers reflets jaunes sur les bords. Elles mesurent 11 cm de diamètre et exhalent un parfum citronné. Leur floraison dure toute la saison.
Son buisson vigoureux atteint facilement 90 cm à 200 cm de hauteur et 60 cm à 90 cm d'envergure dans une situation ensoleillée.
Sa zone de rusticité est 7b (-15°). Son pied nécessite d'être protégé du froid lorsque les hivers sont rigoureux.

## Distinctions
- Médaille d'or de la roseraie de Bagatelle 1959
- All-America Rose Selections 1960

## Descendance
- 'Double Delight' (Swim & Ellis, 1997)
- 'Gold Medal' (Christensen, 1982)
- 'Kokyu' (Kono, 1978)